# Кандинский, Василий Васильевич
Васи́лий Васи́льевич Канди́нский (22 ноября [4 декабря] 1866, Москва[…] — 13 декабря 1944[…], Нёйи-сюр-Сен, Франция[…]) — русский художник и теоретик изобразительного искусства, стоявший у истоков абстракционизма. Один из основателей группы «Синий всадник».

## Биография
Происходил из семьи нерчинских купцов, потомков каторжан. Родился в семье коммерсанта Василия Сильвестровича Кандинского (1832—1926) — представителя старинного кяхтинского рода Кандинских, которые считали себя потомками правителей мансийского Кондинского княжества и его жены Лидии Ивановны, которые были оба православного вероисповедания. Его прабабушка была тунгусской княжной Гантимуровой, а отец — троюродным братом психиатра Виктора Кандинского. Философ Александр Кожев приходился ему племянником. Василия Кандинского крестили в церкви Николая Чудотворца в Хлынове 30 ноября (12 декабря) 1866 года, восприемниками были коллежский регистратор Иван Денисович Тихеев и Нерчинского заводского потомственная почётная гражданка Марфа Никитична Кандинская.
В детские годы путешествовал с родителями по странам Европы и по России. В 1871 году семья осела в Одессе. Здесь Кандинский окончил 3-ю гимназию, а также получил в театрально-художественном училище художественное и музыкальное образование. В 1885—1893 годах (с перерывом в 1889—1891 годах) учился на юридическом факультете Московского университета; на кафедре политической экономии и статистики его руководителем был профессор Александр Чупров. В 1889 году прервал учёбу по состоянию здоровья и с 28 мая по 3 июля был в этнографической экспедиции по северным уездам Вологодской губернии.
В августе 1892 года окончил университетский курс с дипломом первой степени и по рекомендации Чупрова был оставлен на два года для «подготовки к профессорскому званию и написанию диссертации». Незадолго до этого он женился на своей двоюродной сестре Анне Филипповне Чемякиной. В 1895—1896 годах работал художественным директором типографии «Товарищества И. Н. Кушнерёва и К°», на Пименовской улице, в Москве.
Карьеру художника выбрал сравнительно поздно — в возрасте 30 лет. Во многом это произошло под влиянием выставки импрессионистов, прошедшей в Москве в 1896 году (и в частности, под впечатлением от картины Клода Моне «Стог сена»). В ноябре 1895 года он написал своему научному руководителю А. И. Чупрову, что «решил оставить занятия наукой. <…> И чем дальше идёт время, тем сильнее притягивает меня к себе старая и прежде безнадёжная любовь к живописи». В 1896 году отказался от предложенного Дерптским университетом места приват-доцента и уехал в Мюнхен, чтобы учиться живописи.
Вошёл в состав мюнхенской русской художественной колонии, куда входили Явленский, Верёвкина, Грабарь, Кардовский, несколько позднее присоединившийся Добужинский. Центром этого сообщества стал дом Марианны Верёвкиной.
С 1897 года обучался живописи в частной студии Антона Ажбе, однако два года, проведённые там, не принесли ему удовлетворения. В советское время Игорь Грабарь так отозвался о коллеге-авангардисте:
Он писал маленькие пейзажные этюдики, пользуясь не кистью, а мастехином, и накладывая яркими красками отдельные планчики. Получались пёстрые, никак не согласованные этюдики. Все мы относились к ним сдержанно, подшучивали между собой над этими упражнениями в „чистоте красок“. У Ашбе Кандинский также не слишком преуспевал и вообще талантами не блистал.

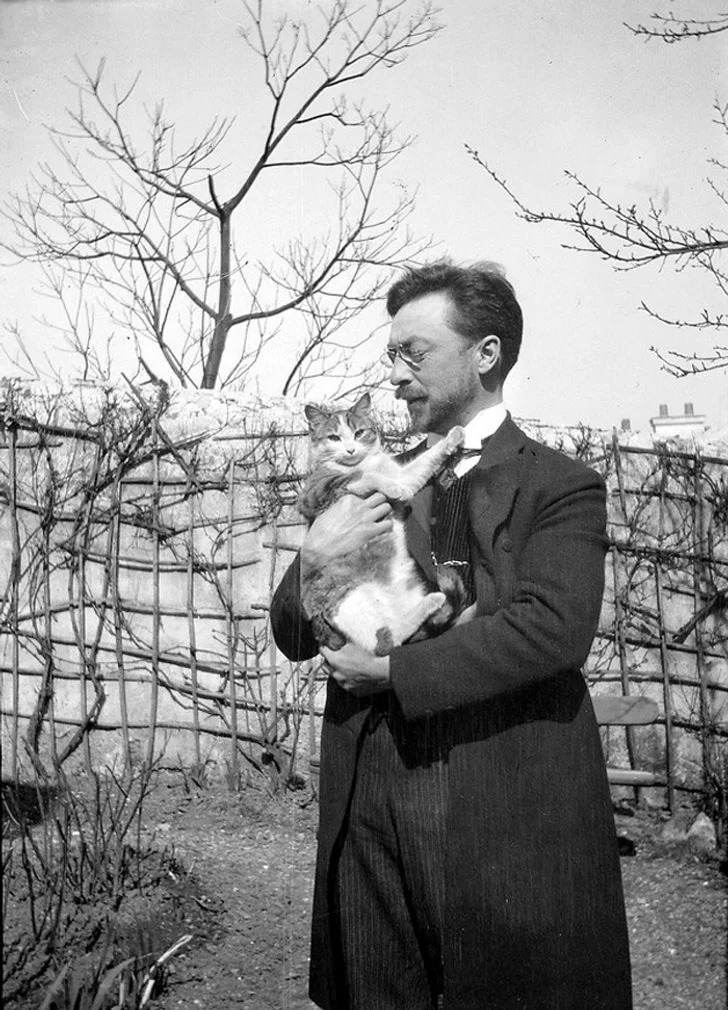
Кандинский и его кот Васька. Примерно 1910-е гг.

В 1898 году участвовал в выставках одесского Товарищества южнорусских художников. В октябре 1898 года выставляется впервые в рамках IX выставки Товарищества в Одессе — это была картина «Одесса. Порт.» и пара этюдов, написанных несколькими годами ранее.
В 1900 году поступил в Мюнхенскую академию художеств, где обучался у Франца фон Штука до 1901 года. С 1900 года он много путешествует, посещает Северную Африку, Италию, Францию и наездами бывает в Одессе и Москве. Участвует в выставках Московского товарищества художников. В 1901 году создал художественное объединение «Фаланга», организовал при нём школу (Münchner Malschule Phalanx), в которой преподавал.
Летом художественная школа выезжала в немецкий городок Калльмюнц в живописной местности при впадении Фильса в Наб. Здесь в 1902 году 35-летний Кандинский близко сошёлся с Габриеле Мюнтер, 26-летней слушательницей школы. Несмотря на то, что в 1911 году Кандинский развёлся со своей первой женой, отношения с Мюнтер никак не были оформлены.
В 1909 году стал председателем только что образованного представителями экспрессионизма «Нового мюнхенского художественного объединения». Вместе с представителями объединения принял участие в двух интернациональных «Салонах» Издебского, организованных в ряде городов России в период с декабря 1910 по май 1911 года.
В 1910 и 1912 годах также участвовал в выставках художественного объединения «Бубновый валет».
В эти годы он вырабатывает новаторскую концепцию «ритмического» использования цвета в живописи, под влиянием книги Мыслеформы пишет в 1911 году знаменитый трактат «О духовном в искусстве», переходит от фигуративной живописи к чистой абстракции. В 1911 году организовал альманах и группу «Синий всадник», членами которой стали известные художники-экспрессионисты Франц Марк, Алексей Явленский, Марианна Верёвкина, Пауль Клее.

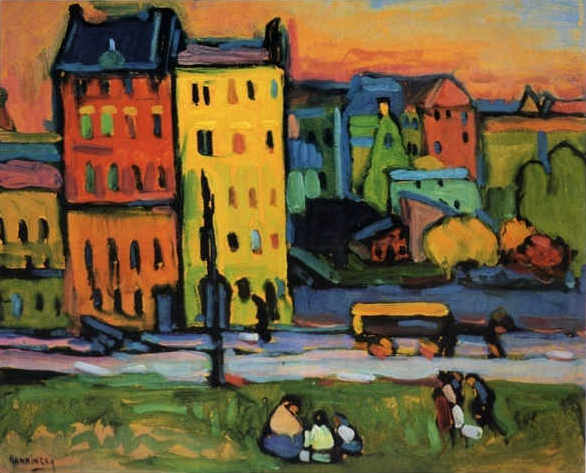
Мюнхенский пейзаж 1908 года

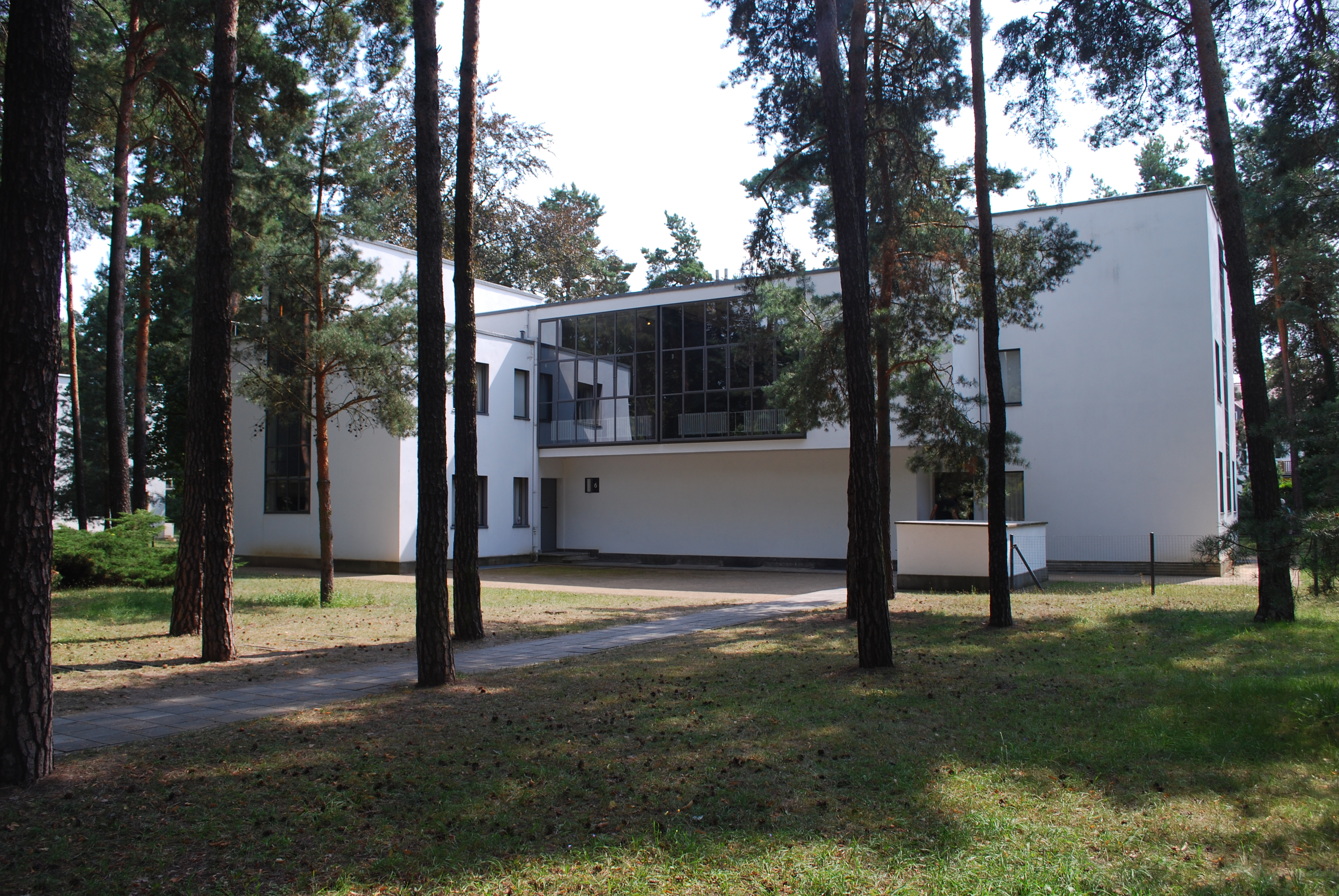
Дом Кандинского и Клее в Дессау

Тогда же прошла его первая персональная выставка.
После начала Первой мировой войны художник расстался с Габриеле Мюнтер и вернулся в Москву. В последующие годы работал над реалистическими и полуабстрактными полотнами, в основном пейзажами. 10 февраля (29 января) 1917 года вступил в брак с Ниной Николаевной Андреевской (ок. 1893—1980), дочерью капитана, слушательницей Московских Высших Женских курсов, православной, 23 лет от роду. Ему самому было уже 50 лет. 1 декабря (19 ноября) того же 1917 года у супругов родился сын Всеволод, которого крестили в Московской Неопалиновской близ Девичья поля церкви 18 января (7 января) 1918 года.
После революции 1917 года активно занимался общественной работой: участвовал в организации охраны памятников, создании Музея живописной культуры и Российской академии художественных наук, преподавал во ВХУТЕМАСе. В 1918 году издал автобиографическую книгу «Ступени». В 1918—1919 гг. он был членом художественной коллегии Отдела ИЗО Наркомпроса, в 1919—1921 гг. — председателем Всероссийской закупочной комиссии, учёным консультантом и заведующим репродукционной мастерской, в качестве приглашённого профессора читал в Московском университете курс «Современное искусство». Также был избран вице-президентом РАХН.
В декабре 1921 года выехал для организации отделения РАХН в Берлин. Участвовал в Первой выставке русского искусства в Германии. В Берлине начал преподавать живопись, а с лета 1922 года работал в «Баухаусе», став видным теоретиком школы. В межвоенный период получил всемирное признание как один из лидеров абстрактного искусства.
В 1928 году художник принял немецкое гражданство, но когда в 1933 году к власти пришли нацисты и закрыли «Баухаус», эмигрировал в Париж. В 1939 году принял французское гражданство. Умер 13 декабря 1944 года в парижском пригороде Нёйи-сюр-Сен. Похоронен на Новом кладбище Нёйи, под Парижем.

### Судьба наследия
Многолетняя подруга Кандинского, Мюнтер хранила значительную часть его работ в период Второй мировой войны и годы после неё и открыла их для общего доступа вместе с фотоархивом «Синего всадника» и своими собственными картинами.

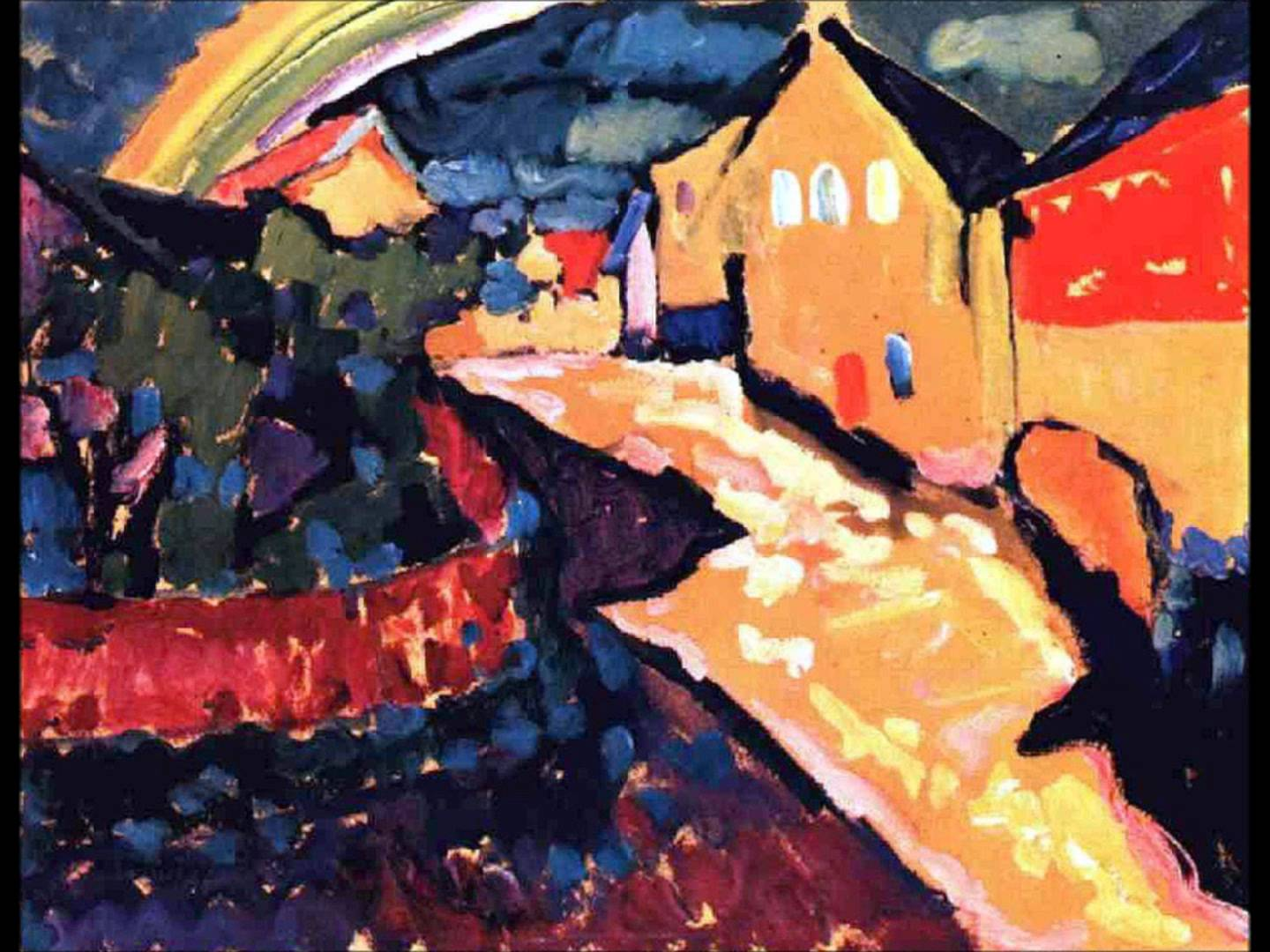
В. Кандинский. «Мурнау. Радуга»

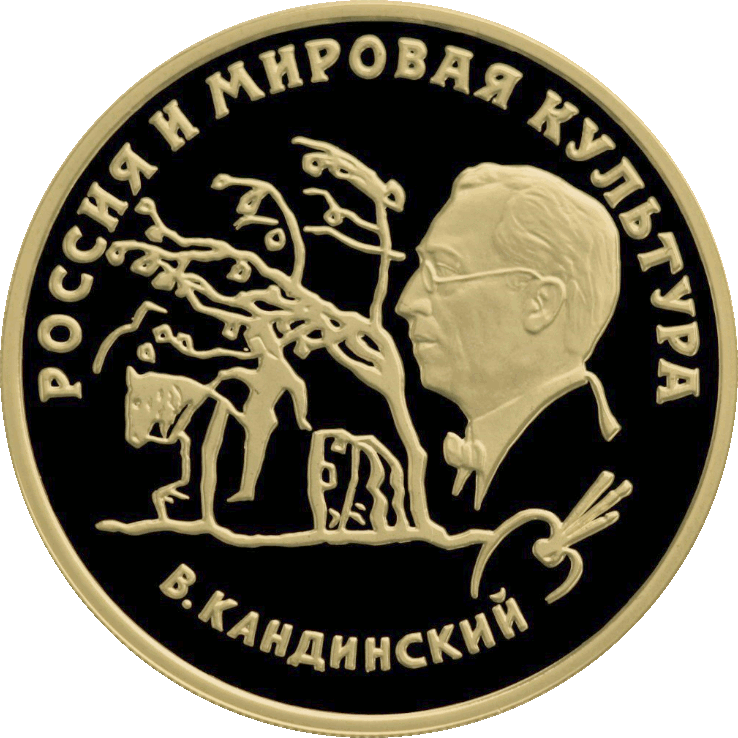
Памятная монета Банка РФ в честь В. В. Кандинского, 1994

С 1946 по 1961 год по инициативе вдовы художника в Париже вручалась премия Кандинского (В РФ возрождена в 2007 году, как ежегодная национальная премия в области современного искусства). В 1976 году Нина Кандинская опубликовала книгу воспоминаний «Кандинский и я». Множество работ художника она завещала парижскому центру Помпиду. В 1980 году Нина Кандинская была задушена в своём шале «Эсмеральда» в Гштаде; убийца не установлен. Картины Кандинского, находившиеся в её доме, не были похищены, пропали только драгоценности.
В июне 2017 года на аукционе «Сотбис» за 22 минуты дважды был побит рекорд на работы Кандинского: «Мурнау — пейзаж с зелёным домом» был приобретён за 26,7 млн долларов, а «Картина с белыми линиями», до 1974 года представленная в Третьяковской галерее, была продана за 42 млн долларов. В марте 2023 года картина «Церковь в Мурнау» была продана на аукционе Sotheby’s в Лондоне, Великобритания за 37,2 миллиона фунтов стерлингов (около 3,3 миллиарда рублей).
В декабре 2022 года на аукционе Grisebach в Берлине была обнаружена картина «Без названия», написанная в 1928 году. По заявлению польских властей, она была похищена из Национального музея в Варшаве в 1984 году. Несмотря на протесты Польши, полотно было продано на аукционе почти за 390 тысяч евро.

## Примеры произведений
- «Синий всадник», 1903,
- «Арабский город», 1905, Центр Помпиду, Париж
- «Двое на лошади», 1906, Городская галерея в доме Ленбаха, Мюнхен
- «Красочная жизнь», 1907,
- «Мурнау, дом на Обермаркт», 1908, Музей Тиссен-Борнемиса, Мадрид,
- «Мурнау. Пейзаж с башней», 1908, Центр Помпиду, Париж
- «Рок. Красная стена», 1909,
- «Синяя гора», 1908,
- «Дамы в кринолинах», 1909,
- «Интерьер (моя столовая)», 1909,
- «Озеро (картина Кандинского)», 1910, Государственная Третьяковская галерея, Москва
- «Импровизация № 7», 1910,
- «Этюд к „Композиции II“», 1910,
- «Без названия (Первая абстрактная акварель)», 1910,
- «Композиция IV», 1911, Художественное собрание земли Северный Рейн — Вестфалия, Дюссельдорф
- «Композиция V», 1911,
- «Впечатление III (Концерт)», 1911, Городская галерея в доме Ленбаха, Мюнхен
- «Картина с черной аркой», 1912,
- «Импровизация XXVI (гребля)», 1912, Городская галерея в доме Ленбаха, Мюнхен
- «Картина с белой рамкой (Кандинский)», 1913, Музей Соломона Гуггенхайма, Нью-Йорк
- «Маленькие радости», 1913,
- «Композиция VI», 1913, Эрмитаж, Санкт-Петербург
- «Композиция VII», 1913, Государственная Третьяковская галерея, Москва
- «Импровизация. Потоп», 1913,
- «Пейзаж с красными пятнами», 1913, Музей Фолькванг, Эссен
- «Изображение с красным пятном», 1914, Центр Помпиду, Париж
- «Фуга», 1914,
- «Картина с тремя пятнами, №196», 1914. Музей Тиссен-Борнемиса, Мадрид,
- «Ущелье (Импровизация)», 1914, Городская галерея в доме Ленбаха, Мюнхен,
- «Москва. Красная площадь», 1916, Государственная Третьяковская галерея, Москва
- «Москва. Зубовская площадь», около 1916,
- «Смутное», 1917,
- «Серый овал», 1917,
- «Сумеречное», 1917,
- «Амазонка в горах», 1918, Русский музей, Санкт-Петербург
- «Белый овал», 1919,
- «В сером», 1919, Центр Помпиду, Париж
- «Красный овал», 1920, Музей Соломона Гуггенхайма, Нью-Йорк
- «Красное пятно II», 1921, Городская галерея в доме Ленбаха, Мюнхен,
- «Композиция VIII», 1923, Музей Соломона Гуггенхайма, Нью-Йорк
- «В черном квадрате», 1923,
- «На белом II», 1923, Центр Помпиду, Париж
- «Колебание», 1925, Современная галерея Тейт, Лондон
- «Три элемента», 1925, Музей современного искусства, Страсбург
- «Маленькая мечта в красном», 1925,
- «Акцент в розовом», 1926, Центр Помпиду, Париж
- «Несколько кругов», 1926, Музей Соломона Гуггенхайма, Нью-Йорк
- «Вверх», 1929, Коллекция Пегги Гуггенхайм, Венеция
- «Нежное восхождение», 1934,
- «Движение I», 1935, Государственная Третьяковская галерея, Москва
- «Доминирующая кривая», 1936,
- «Композиция IX», 1936, Центр Помпиду, Париж
- «Тридцать (Кандинский)», 1936, Центр Помпиду, Париж
- «Разноцветный набор», 1938, Центр Помпиду, Париж
- «Композиция X», 1939, Художественное собрание земли Северный Рейн — Вестфалия, Дюссельдорф
- «Вокруг круга», 1940,
- «Небесно-голубое», 1940, Центр Помпиду, Париж
- «Различные происшествия», 1941,
- «Двойной аккорд», 1942, Центр Помпиду, Париж
- «Последняя акварель», 1944,

## Персональные выставки
- 1989 — «Василий Кандинский. Первая советская ретроспектива».
- 2011—2012 — «Кандинский и „Синий всадник“», Государственный музей изобразительных искусств имени А. С. Пушкина, Отдел личных коллекций, Москва, 5 октября 2011 — 15 января 2012[36].
- 2016 — «Василий Кандинский и Россия». Русский музей, корпус Бенуа, С-Петербург. 22 сентября 2016 — 4 декабря 2016. В состав выставки, приуроченной к 150-летию со дня рождения Кандинского, наряду с его живописью, графикой и авторским фарфором вошли работы знаменитых современников мастера[37].

## Сочинения
- Василий Кандинский. О духовном в искусстве. — 1910.
- В. В. Кандинский (текст художника). — М., 1918.
- Über das Geistige in der Kunst. — München, 1912 (на рус. яз. частично, в кн.: Труды Всероссийского съезда художников в Петрограде. Декабрь 1911 — январь 1912. — Т. 1. — [Париж, 1914]. — С. 47—76).
- Василий Кандинский. Ступени: Текст художника. — М., 1918. — 58 с.: ил.
- Кандинский В. В. К реформе художественной школы / Российская Академия художественных наук. — М.: [б. и.], 1923. — [8] с.
- Klange: Digte 1912 / Wassily Kandinsky; Pa dansk ved Asger Schnack. — København: Brøndum, Cop. 1989. — 88 с. : ил.— ISBN 87-7385-117-5.
- Du spirituel dans l’art et dans la peinture en particulier / Kandinsky; Éd. établie et pres. par Philippe Sers; Trad. de l’allemand par Nicole Debrand; Trad. du russe par Bernadette du Crest. — [Paris]: Denoël, Cop. 1989. — 214 с. : ил.
- Punkt und Linie zu Fläche. Beitrag zur Analyse der malerischen Elemente. — München, 1926 (на рус. яз. в кн.: Кандинский В. Точка и линия на плоскости. — СПб.: Азбука-классика, 2005. — С. 63—232. Перевод с немецкого Елены Козиной).
- Василий Кандинский / [ред. Ирина Тумакова и Марина Филлипова; пер. с англ. Алла Анохина]. — М.: МАГМА ; London: Sirrocco, 2005. — 80 с.: цв. ил. — ISBN 5-93428-020-1
- Кандинский В. Избранные труды по теории искусства в 2 томах / Ред. коллегия и сост. Б. Автономова, Д. В. Сарабьянов, В. С. Турчин. М.: Гилея, 2001. — Тир. 1300 экз., доп. тираж 1000 экз.
- Кандинский В. В. О духовном в искусстве (Живопись) / Доклад[38] на Всероссийском съезде художников в 1911 году (за отсутствием автора доклад прочитан Н. И. Кульбиным).
- Кандинский В. Избранные труды по теории искусства: В 2 т. / Ред. коллегия и сост. Б. Автономова, Д. В. Сарабьянов, В. С. Турчин. Изд. 2-е, испр. и доп. М.: Гилея, 2008
- Кандинский В. В. Звуки: [альбом стихов и гравюр: пер. с нем.] — М.: Кучково поле, 2016. — 144 c.
- Василий Кандинский. О духовном в искусстве = Vassily Kandinsky. Über das Geistige in der Kunst: полное критическое издание : в 2 томах / редактор-составитель, автор статей и комментариев Надежда Подземская. — Москва : БуксМАрт, 2020. Том 1: О духовном в искусстве. — 746 c. Том 2: История книги. Наука об искусстве. — 704 c.

## Память

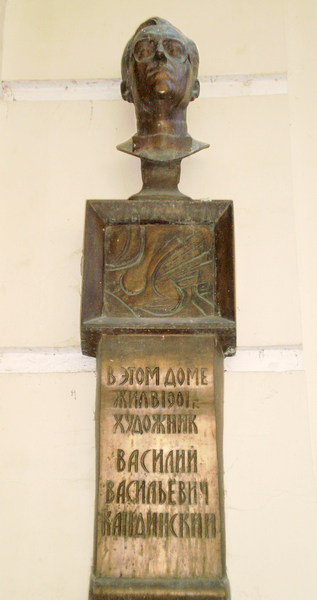
Мемориальная доска на Дерибасовской, 17

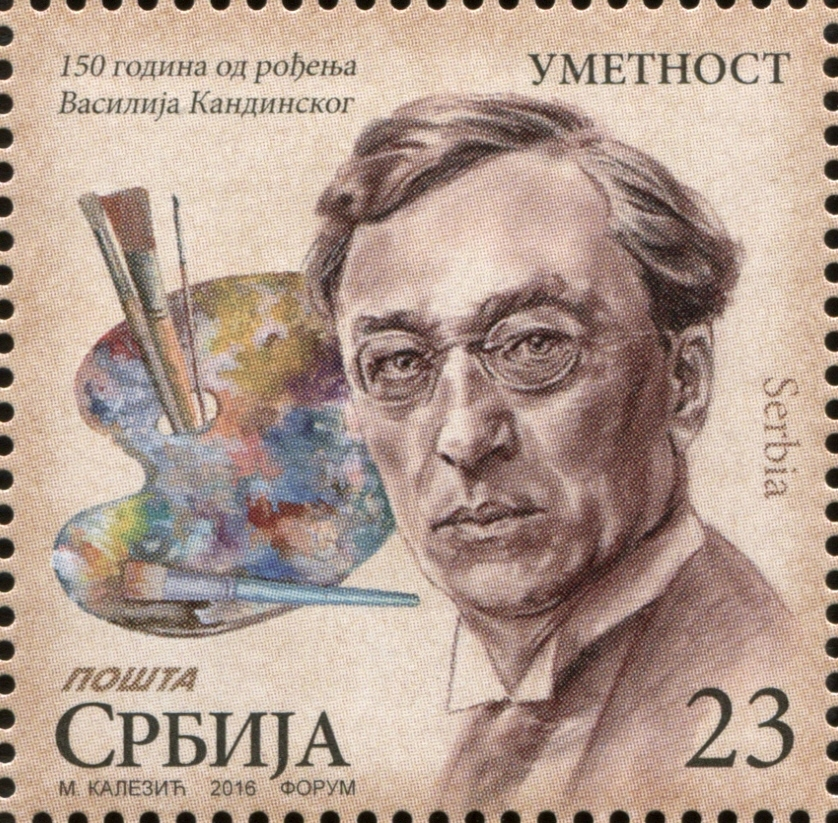
150 лет со дня рождения В. В. Кандинского, Почта Сербии, 2016

- В 1995 году в рамках Дней Кандинского в Одессе на доме № 17 по улице Дерибасовской, где жил художник, была открыта мемориальная доска[39].
- В 2007 году в России учреждена ежегодная Премия Кандинского. Главный критерий выбора победителей — то, насколько тот или иной художник своими новейшими работами повлиял на ситуацию в современном российском искусстве.
- 6 августа 2012 года в честь Кандинского назван кратер на Меркурии[40].
- Самолёт Аэрофлота Airbus A319 (VP-BUN) носит имя «В. Кандинский».
- В 2016 году в Москве появилась улица Кандинского.
- 2 сентября 2016 года на Аллее Звёзд Одессы появилась звезда Василия Кандинского[41].
- В Израиле одна из улиц города Кирьят-Ата носит имя Василия Кандинского.
- В 2016 году Почта Сербии выпустила почтовую марку к 150-летию со дня рождения В. В. Кандинского.
- В 2023 году Сбербанк России создал свою нейросеть, генерирующую изображения, под названием «Kandinsky»[42].
- В 2025 году на третьем студийном альбоме «Авангард» исполнителя Grad!ent (Зоткина А.В.) вышел лид-сингл под названием «Кандинский»[43].

### Альбомы, каталоги, монографии, сборники статей
- К[андинский]. Шаги Отдела Изобразительных Искусств в международной художественной политике // Художественная жизнь. — 1920. — № 3. — С. 16—18.
- Zehder Hugo. Wassily Kandinsky: Unter autorisierter Benutzung der russischen Selbstbiographie. Dresden, 1920.
- Washton Long Rose-Carol. Kandinsky’s Vision of Utopia as a Garden of Love // Art Journal, 1983, XLIII. (англ.)
- Roethel Hans K., Benjamin Jean K. Kandinsky: Catalogue Raisonn of the Oil Paintings. Vol. 1. — London, 1982. (англ.)
- Wassily Kandinsky: Mit Selbstzeugnissen u. Bilddok. / Dargest. von Peter Anselm Riedl. — Reinbek bei Hamburg: Rowohlt, 1983. — 156 с.: ил., портр.— (Rororo. Rowohlts Bildmonogr.; 313) — ISBN 3-499-50313-1. (нем.)
- Kandinsky Nina. Kandinsky und ich / Nina Kandinsky. — Vollst. Taschenbuchausg. — München: Knaur, 1987. — 252 с., [8] л. ил., портр.— ISBN 3-426-02355-5. (нем.)
- Washton Long Rose-Carol. Occultism, Anarchism and Abstraction: Kandinsky’s Art of the Future // Art Journal, Spring 1987. P. 38-45. (англ.)
- Лукшин Игорь Павлович. «Говорить о мистерии на языке мистерии»: (Эстет. концепция и творчество В. В. Кандинского) — М.: Знание, 1991. — 63, [1] с.— (Новое в жизни, науке, технике. Эстетика; 5/1991).
- Vezin Luc. Kandinsky and Der Blaue Reiter / Annette a. Luc Vezin; Transl.: Judith Hayward. — Paris: Terrail, Cop. 1992. — 223 с.: ил., портр. — ISBN 2-87939-040-0. (англ.)
- Сарабьянов Дмитрий, Автономова Наталия. Василий Кандинский. — М.: Галарт, 1994. — 238 с. — 5000 экз. — ISBN 5-269-00880-7.
- Абрамов В. А. В. В. Кандинский в художественной жизни Одессы Документы. Материалы. — Одесса: Глас, 1995. — ISBN 5-7707-6378-7.
- Weiss Peg. Kandinsky and Old Russia: The Artist as Ethnographer and Shaman. New Haven, 1995. (англ.)
- Василий Кандинский: Альбом репрод. / [Авт.-сост. В. Я. Лаптева]. — М.: ОЛМА-ПРЕСС, 2000. — 31 с.: цв. ил.— ISBN 5-224-01507-3.
- Кацарска Боряна. Kandinsky и смисълът на изкуството / Боряна Кацарска. — София: Лик, 2001.—- 221 с., [8] л. цв. ил. — ISBN 954-607-493-4. (болг.)
- Турчин В. Кандинский в России. — М.: Художник и книга, 2005. — 448 с. — ISBN 5-9900349-1-1.
- Альтхаус Карин, Хоберг Аннегрет, Автономова Наталия. Кандинский и «Синий всадник». — М.: Министерство культуры Российской Федерации, Издательство Государственного музея изобразительных искусств имени А. С. Пушкина, СканРус, 2013. — 160 с. — ISBN 978-5-4350-0011-5.
- Якимович А. К. Кандинский — Москва: Молодая гвардия, 2019. — 269, [1] с., [16] л. ил. — (Жизнь замечательных людей: вып. 1975 [1775]).
- Соколов Б. М. Василий Кандинский. Эпоха Великой Духовности. Живопись. Поэзия. Театр. Личность. — М.: БуксМАрт, 2016. — 536 с. — ISBN 978-5-906190-64-2.